# Mördarens apa
Mördarens apa är en ungdomsroman av Jakob Wegelius utgiven 2014 på bokförlaget Bonnier Carlsen. Boken handlar om ett mordfall och tilldelades Augustpriset 2014 för bästa barn- och ungdomsbok.
Den främsta huvudpersonen i boken är gorillan Sally Jones som många i staden tror är mördarens apa. Men Sally Jones gör allt för att visa för folket att hennes bästa vän och arbetskollega är oskyldigt till mordet så att han kan släppas ut. Sallys bästa vän heter Henry Koskela, och är en finsk sjökapten. Boken utspelar sig i staden Lissabon, i Portugal.

## Personer i boken
- Sally Jones, huvudperson
- Henry Koskela, bästa vän och arbetskamrat
- Ana Molina, bästa vän
- Signor Fidardo, bästa vän
- Alphonso Morro, Offret
- João, Vaktmästare på kyrkogården
- Señor Baptista, Ägare av puben "O Pelicano"

## Utgåvor
- Wegelius, Jakob (2014). Mördarens apa (1. uppl.). Stockholm: Bonnier Carlsen. Libris 14746434. ISBN 9789163877384